# 장수로 (장수군)
장수로(Jangsu-ro)는 전북특별자치도 장수군 번암면 대론리와 계남면 호덕리 장수 나들목을 잇는 전북특별자치도의 도로이다. 장수군 지역의 핵심 간선도로이다.

## 연혁
- 2009년 7월 10일 : 2개 이상 시·도에 걸쳐 있는 도로로 장수로를 고시[1]
- 2012년 7월 26일 : 번암 ~ 장수간 도로(장수군 번암면 국포리 ~ 장수읍 개정리) 8.74 km 구간 확장 개통[2]

## 주요 경유지
전북특별자치도
- 장수군 (번암면 · 장수읍 · 계남면)

## 노선
| 이름                       | 접속 노선                                  | 소재지        | 소재지                          | 비고                                       |
| 요천로와 직결              | 요천로와 직결                              | 요천로와 직결 | 요천로와 직결                   | 요천로와 직결                              |
| -------------------------- | ------------------------------------------ | ------------- | ------------------------------- | ------------------------------------------ |
| 논실삼거리 (남장수 교차로) | 남장로 지방도 제743호선                    | 장수군        | 번암면                          | 국도 제19호선 구간 지방도 제743호선 구간   |
| 대론삼거리                 | 성암길                                     | 장수군        | 번암면                          | 국도 제19호선 구간 지방도 제743호선 구간   |
| (신원)                     | 신평로                                     | 장수군        | 번암면                          | 국도 제19호선 구간 지방도 제743호선 구간   |
| 번암정류소                 | 신평로 원노단길                            | 장수군        | 번암면                          | 국도 제19호선 구간 지방도 제743호선 구간   |
| 노단삼거리                 | 지방도 제743호선 지방도 제751호선 (지지로) | 장수군        | 번암면                          | 국도 제19호선 구간 지방도 제743호선 구간   |
| 노단삼거리                 | 지방도 제743호선 지방도 제751호선 (지지로) | 장수군        | 번암면                          | 국도 제19호선 구간 지방도 제751호선과 중복 |
| 죽산삼거리                 | 방화동로                                   | 장수군        | 번암면                          |                                            |
| 국포교                     |                                            | 장수군        | 번암면                          |                                            |
| 국포삼거리                 | 지방도 제751호선 (장남로)                  | 장수군        | 번암면                          |                                            |
| (하교교)                   |                                            | 장수군        | 번암면                          | 국도 제19호선 구간                         |
| 수분령                     |                                            | 장수군        | 번암면                          | 국도 제19호선 구간                         |
| 장수읍                     |                                            | 장수군        |                                 | 국도 제19호선 구간                         |
| 수분 교차로                | 엄목정로 뜬봉샘길                          | 장수군        |                                 | 국도 제19호선 구간                         |
| 개정2사거리                | 국도 제13호선 (비행로) 한누리로            | 장수군        | 국도 제13, 19호선 구간          |                                            |
| (삼봉)                     | 와동길                                     | 장수군        | 국도 제13, 19호선 구간          |                                            |
| 삼봉교                     |                                            | 장수군        | 국도 제13, 19호선 구간          |                                            |
| 두산육교                   | 장천로 발방골길                            | 장수군        | 국도 제13, 19호선 구간          |                                            |
| 송천육교 장수천교 하비육교 |                                            | 장수군        | 국도 제13, 19호선 구간          |                                            |
| 북동육교                   | 시장로 노하숲길                            | 장수군        | 국도 제13, 19호선 구간          |                                            |
| 노하제1육교 노하육교       |                                            | 장수군        | 국도 제13, 19호선 구간          |                                            |
| 장수육교                   | 국도 제13호선 (장천로)                     | 장수군        | 국도 제13, 19호선 구간          |                                            |
| 싸리재터널                 |                                            | 장수군        | 국도 제19호선 구간 연장 약 270m |                                            |
| 싸리재교                   | 싸리재로                                   | 장수군        | 국도 제19호선 구간              |                                            |
| 작은싸리재                 |                                            | 장수군        | 국도 제19호선 구간              |                                            |
| 계남면                     |                                            | 장수군        | 국도 제19호선 구간              |                                            |
| (신전리)                   | 고양로                                     | 장수군        | 국도 제19호선 구간              |                                            |
| 화음교                     |                                            | 장수군        | 국도 제19호선 구간              |                                            |
| 화음삼거리                 | 장안산로                                   | 장수군        | 국도 제19호선 구간              |                                            |
| 계남정류소 계남면사무소    | 한거2길                                    | 장수군        | 국도 제19호선 구간              |                                            |
| 장수 나들목                | 20호선 새만금포항고속도로                  | 장수군        | 국도 제19호선 구간              |                                            |
| 장무로와 직결              |                                            |               |                                 |                                            |

## 주요 건물 및 시설
- 번암119지역대 (전북특별자치도 장수군 번암면 장수로 462)
- 장수번암우체국 (전북특별자치도 장수군 번암면 장수로 471)
- 번암파출소 (전북특별자치도 장수군 번암면 장수로 474)
- 번암면주민자치센터 (전북특별자치도 장수군 번암면 장수로 480)
- 번암면사무소 (전북특별자치도 장수군 번암면 장수로 485)
- 번암정류소 (전북특별자치도 장수군 번암면 장수로 489)
- 국포보건진료소 (전북특별자치도 장수군 번암면 장수로 1000)
- 대론초등학교 (폐교) (전라북도 장수군 번암면 장수로 200-29)
- 수남초등학교 (전북특별자치도 장수군 장수읍 장수로 1898)
- 타코마장수리조트 (전북특별자치도 장수군 계남면 장수로 2662-11)
- 계남정류소 (전북특별자치도 장수군 계남면 장수로 3070)
- 계남면사무소 (전북특별자치도 장수군 계남면 장수로 3071)
- 계남치안센터 (전북특별자치도 장수군 계남면 장수로 3073)
- 계남우체국 (전북특별자치도 장수군 계남면 장수로 3078)